# Бердюгін Віталій Юрійович
Віталій Юрійович Бердюгін — старший матрос морської піхоти Збройних сил України, учасник російсько-української війни, що загинув у ході російського вторгнення в Україну в 2022 році.

## Життєпис
Народився 17 листопада 1994 р. у м. Миколаєві.
У 2010 р. закінчив у Миколаєві ЗОШ № 15. В 2014 р. закінчив Миколаївську музичну школу ДМШ-1 ім. М. А. Римського-Корсакова по класу гітари, брав активну участь в ансамблях і оркестрах народних інструментів.
У 2014 р. закінчив Державний вищий навчальний заклад «Миколаївський політехнічний коледж» за спеціальністю «Монтаж і експлуатація електроустаткування підприємств і цивільних споруд» та здобув кваліфікацію техніка-електрика.
У 2016 р. закінчив Національний університет кораблебудування імені адмірала Макарова, здобув ступінь бакалавра за напрямом підготовки електромеханіка.
У 2017—2020 р. проходив військову службу за контрактом на посаді водія-електрика аеродромних пересувних електроагрегатів (АПА), ВОС електрогазового взводу технічної роти батальйону аеродромно-технічного забезпечення військової частини А4465 (м. Миколаєв), старший солдат.
На початок російського вторгнення в Україну проходив військову службу на посаді навідника відділення морської піхоти взводу морської піхоти роти морської піхоти батальйону морської піхоти 36-ї бригади морської піхоти, старший матрос.
Помер на руках у Катерини Поліщук (Пташки зі сталі).

## Нагороди
- Орден «За мужність» III ступеня (2022, посмертно) — за особисту мужність і самовіддані дії, виявлені у захисті державного суверенітету та територіальної цілісності України, вірність військовій присязі.